# Nieważkość (album)
Nieważkość – trzeci album studyjny polskiego wokalisty Roberta Janowskiego, wydany 2 kwietnia 2001 roku nakładem wydawnictwa muzycznego ZPR Records. Album zawiera 12 premierowych utworów wokalisty.
Podczas nagrania albumu piosenkarz współpracował m.in. z Krzysztofem Herdzinem, Michałem Kilianem czy Robertem Kubiszynem.

## Lista utworów
Opracowano na podstawie materiału źródłowego.
1. „Jak biały wiersz” – 4:09
2. „Chcą być dorośli” – 3:56
3. „Znów jesteś ze mną” – 3:41
4. „Zamienię się w noc” – 2:47
5. „Ocalmy ją” – 4:13
6. „Quo Vadis” – 3:16
7. „Niespełnień most” – 3:34
8. „Jak wiatru powiew” – 3:54
9. „Ziemia - taka mała cząstka” – 4:40
10. „Czas nie leczy wszystkich ran” – 3:52
11. „Może zmieni się czas” – 4:12
12. „Kołysanka - Jutro rano zaczaruję świat” – 2:45